# 桜一菜
桜 一菜（さくら いちな、1986年4月6日 - ）は日本の元AV女優。出身地は大阪府。スリーサイズは80・59・84。

## 人物
2004年に相川リナ、RYOとともにワンズファクトリーの新人専属女優としてAVデビュー。
AV出演前は真剣10代しゃべり場などテレビ出演していたこともあり、「青春10代しゃぶり場」という作品にも出演している。

## 出演作品
2004年
- POP STEP JUMP（10月1日、ワンズファクトリー）
- イカせ続けると女はどーなるのか?（11月1日、ワンズファクトリー）
- サンタちゃん（12月1日、ワンズファクトリー）他5名出演
- Wキャスト ～夢の共艶～ 桜一菜編（12月1日、ワンズファクトリー）主演
- Wキャスト ～夢の共艶～ 相川リナ編（12月1日、ワンズファクトリー）共演:相川リナ、RYO
- Wキャスト ～夢の共艶～ RYO編（12月1日ワンズファクトリー）共演:RYO、相川リナ
- 桜一菜（12月10日、ビデオバンク）

2005年
- メイドさん（1月1日、ワンズファクトリー）他7名出演
- 青春10代しゃぶり場（1月1日、ワンズファクトリー）
- うっかりマンコが出てました（2月1日、ワンズファクトリー）
- 裸マフラー（3月1日、ワンズファクトリー）他出演:椿まや、萩原めぐ、二宮沙羅、黒月あき、美月沙羅
- 桜一菜です。 THE BEST REMIX（5月1日、ワンズファクトリー）ベスト盤
- 女子校生拉致監禁 VOL.25（6月15日、ゴーゴーズ）
- ボッキンTV VOL.02（7月7日、ディープス）他出演:雨宮里子、夢咲こよい
- 騎乗位ナースだぴょん! 2（8月18日、ディープス）他出演:葉山リカ、夢咲こよい
- 凌辱指令、24時。 5つのMISSIONをクリアせよ!（10月7日、アタッカーズ）
- 妖精～Fairy～（10月26日、ワンズファクトリー）イメージビデオ

2006年
- 萌えぷに メイド御殿（4月1日、ワンズファクトリー）他多数出演
- GOKAN 4（4月7日、アタッカーズ）他出演:月野しずく、森原リコ、りん。、本田ナミ
- 電気アンマ 9（4月4日、アキバコム）他出演:加藤マイミ、美月桜、山口真希、三浦亜依、平山りお
- 面白くてヌケる!!リクエストバラエティAV ボッキンTV総集編240分（5月18日、ディープス）他多数出演
- パニック涙目実況中継（6月7日、アタッカーズ）他出演:ほのか優、白鳥るり、上原留華